# Daniel Boone
Daniel Boone (Birdsboro, Pensilvania; 2 de noviembre de 1734 - c. Defiance, Misuri; 26 de septiembre de 1820) fue un pionero y colonizador estadounidense que abrió el camino conocido como Wilderness Road y fundó Boonesborough, en Kentucky (también conocido como Boonesboro), uno de los primeros asentamientos de habla inglesa en la región.

## Familia
Daniel nació en Birdsboro en el condado de Berks, (Pensilvania). de ascendencia inglesa y galesa de Montgomeryshire, Gales y Monmouthshire. Sus padres se llamaban Squire Boone (1696-1765) nacido en Devon, Inglaterra y Sarah Jarman Morgan (1700-1777) nacida en Exeter, condado de Berks. Su padre fue un granjero nacido en el seno de una familia cuáquera en Inglaterra, se desplazó a la colonia británica de Pensilvania. 
Daniel fue el sexto de 11 hermanos (The Boone Family, Spraker, 1922):
- (1724 - 1815) Sarah
- (1726 - 1756) Israel
- (1728 - 1816) Samuel
- (1730 - 1818?) Jonathan
- (1732 - 1825) Elizabeth
- (1734 - 1820) Daniel
- (1736 - 1819) Mary
- (1739 - 1820) George
- (1740 - 1780) Edward
- (1744 - 1815) Squire
- (1746 - 1828) Hannah

## Primeros años
Daniel recibió muy poca educación formal. Aunque era instruido, su ortografía y gramática no eran buenas. Presuntamente, había sido instruido para ser granjero, herrero y tejedor.
En 1747 el hermano de Daniel, Israel, se casó con Mary S. Wharton, que no era cuáquera. Los padres de ellos habían dado el consentimiento, y siguió de acuerdo aun cuando la comunidad del lugar les pidió el arrepentimiento.
Squire Boone y su familia dejaron Pensilvania en 1750, y se establecieron en el Valle Yadkin de Carolina del Norte.

## Matrimonio
El 14 de agosto de 1755, Daniel se casó con Rebecca Bryan, una vecina del Valle Yadkin, con quien tuvo diez hijos. Al principio, vivieron en una cabaña en la granja de Squire Boone. Hacia 1759, el Valle Yadkin fue asaltado por los cheroqui y muchas familias, incluyendo la de Daniel, se mudaron a Culpeper County, Virginia.

## Actividades
Daniel estuvo al servicio británico durante la Guerra de los Siete Años, salvándose de la gran derrota del General Edward Braddock en 1755.
Boone exploró gran parte de Kentucky y Tennessee, que por ese tiempo eran tierras fronterizas de las colonias europeas recientemente establecidas. Fue un instrumento fundamental en el establecimiento de la Wilderness Road, camino sobre los Apalaches, atravesando la abertura Cumberland. En 1765 exploró hasta Pensacola, Florida. En 1769 abrió el primer camino conocido entre Carolina del Norte y Tennessee. Pasó el invierno de 1769 y 1770 en una cueva, a la orilla del río Cumberland, en el condado Mercer, Kentucky. En las cercanías de la cueva aún existe un árbol marcado con su nombre. Pasó los dos años siguientes cazando y explorando en Kentucky, en donde fue capturado dos veces por los indios, y tuvo la oportunidad de escapar en ambas ocasiones.
En 1773, Boone intentó establecerse en Kentucky, pero un ataque de los indios acabó con la vida de su hijo mayor, James. En 1775, trabajó como agente de la Transylvania Company. Junto con un grupo de treinta colonos, Boone comenzó a despejar la ruta Wilderness Road y esta vez tuvo éxito en el establecimiento de una colonia en Fuerte Boonesborough, cerca de Lexington. Este fue el primer asentamiento de Transilvania. Fue muy significativo, porque explorando y alentando el asentamiento de Boonesborough se violaron los acuerdos de la proclamación real de 1763. Sirvió en las fuerzas independentistas norteamericanas, lo que le obligó a frecuentes enfrentamientos con los británicos y sus aliados indígenas. El episodio más popular de estas disputas fue la expedición de Daniel y varios vecinos para rescatar a dos hijas de Boone y otras chicas, que habían sido raptadas por los indios. Combinando ese hecho con la intervención de Boone en las Guerras franco-indias (o de Los Siete Años) de la década de 1750, el escritor James Fenimore Cooper encontró inspiración para su novela El último mohicano, en la cual Ojo de Halcón sería el trasunto de Boone. Hacia 1800 se estableció en Misuri, con su esposa y algunos familiares. Hasta 1804 ese territorio perteneció a España, que le ofreció la nacionalización, tierras y un puesto administrativo-judicial, entusiasmada con la instalación de un héroe estadounidense en su Luisiana. Con la compra de Luisiana por Estados Unidos (tras haberla devuelto España a Francia en 1803), los Boone volvieron, pues a vivir en territorio estadounidense. Se dice que, pese a la avanzada edad de Daniel, siguió cazando y viajando casi hasta el final de sus días, llegando a visitar las estribaciones de las Montañas Rocosas. Tras su muerte, vecinos de Kentucky trasladaron los restos a ese Estado, pero al parecer, los de Misuri engañaron a los representantes de Kentucky sobre el emplazamiento real de los restos, con lo cual todavía hoy ambos estados se disputan el lugar real en que descansan los restos de Daniel Boone.

## Legado
Daniel Boone sigue siendo una figura icónica en la historia estadounidense, aunque su estado como un héroe popular estadounidense más tarde como un tema de ficción han tendido a oscurecer los detalles reales de su vida. Boone comúnmente es recordado como un cazador y pionero.
El nombre de Boone ha sido sinónimo de "naturaleza estadounidense". Por ejemplo, el Club de Boone y Crockett era una organización conservacionista fundada en 1887 por Theodore Roosevelt y precursora de los Boy Scouts de América.

## Filmografía
Sobre su vida se rodó la película de aventuras Daniel Boone (1936) dirigida por David Howard.